# Länsväg 339
Länsväg 339 går mellan Krokom-Strömsund via Föllinge i Jämtlands län och 107 km lång. Kallas också för Guldkornsvägen.

## Anslutningar
Den ansluter till:
- E14
- länsväg 344
- E45

## Historia
Vägnumret 339 på denna sträcka infördes 1985. Själva vägen fanns dock redan på 1940-talet, utan skyltat nummer.